# مقاطعة جياشي
مقاطعة جياشي وتُعرف أيضًا لدى الأويغور بـ مقاطعة بيزاوات (بالأويغورية: پەيزاۋات ناھىيىسى)‏ هي مقاطعة في منطقة سنجان ذاتية الحكم لقومية الأويغور وتحت إدارة ولاية كاشغر. تبلغ مساحتها 6,528 كيلومتر مربع (2,520 ميل2)، ووفقًا لتعداد عام 2002 يبلغ عدد سكانها 320,000.

## التاريخ
تأسست مقاطعة بيزاوات في يوليو 1902. وفي عام 1981 حدث تمرد قصير مؤيد للاستقلال في المقاطعة نظمه نشطاء الأويغور. وفي عام 1997 حدثت سلسلة من الزلازل القاتلة في المقاطعة.
تسمى المنطقة أحيانًا «فايز آباد» في الأدب التاريخي.

## روابط خارجية
- خريطة بيزاوات على خرائط جوجل